# Apodemus gurkha
Il topo dei boschi dell'Himalaya (Apodemus gurkha  Thomas, 1924) è un roditore della famiglia dei Muridi endemico del Nepal.

## Descrizione
Roditore di piccole dimensioni, con la lunghezza della testa e del corpo tra 85 e 110 mm, la lunghezza della coda tra 98 e 125 mm, la lunghezza del piede tra 21 e 26 mm, la lunghezza delle orecchie tra 16 e 19 mm e un peso fino a 33,5 g.

La pelliccia è soffice. Le parti superiori sono grigio scure. Le parti ventrali sono grigio argentate. I piedi sono bianchi. La coda è più lunga della testa e del corpo, è scura sopra e più chiara sotto. Le femmine hanno due paia di mammelle pettorali e due inguinali.

## Biologia

### Comportamento
È una specie fossoria e notturna.

### Alimentazione
Si nutre principalmente di insetti e talvolta di parti vegetali.

## Distribuzione e habitat
Questa specie è endemica del Nepal centrale, nella provincia di Gaṇḍakī.
Vive nelle foreste di conifere e rododendri sugli altopiani temperati tra 2.400 e 3.500 metri di altitudine.

## Conservazione
La IUCN Red List, considerato l'areale limitato, frammentato e il continuo declino nell'estensione e nella qualità del proprio habitat, classifica A.gurkha come specie in pericolo (EN).